# K Sint-Niklase SKE
El Koninklijke Sint-Niklase SK Excelsior fue un equipo de fútbol belga de la ciudad de Sint-Niklaas en la provincia de Flandes Oriental. El club tenía la matrícula 221 y jugó cuatro temporadas en la Primera División de Bélgica, la liga de fútbol más importante del país.

## Historia
Los primeros rastros del club se encuentran en el año 1909 cuando disputaron un partido amistoso como SK Sint-Niklaas Waes contra TSV Lyra. A lo largo de los años, se jugaron partidos de exhibición contra clubes de Flandes Oriental y Amberes, pero cuando estalló la Primera Guerra Mundial, las actividades se detuvieron. El club fue refundado en el año 1920 como FC Beerschot, aunque posteriormente cambiaron su nombre por el de Voetbalvereeniging Beerschot Sint-Niklaas, pero después de una demanda presentada por Beerschot AC, el club comunica oficialmente a la RABF el 5 de julio de 1922 el nombre de Sint-Niklaassche Sportkring (Sint-Niklaassche SK), recibiendo la matrícula n.º 221. El 16 de marzo se habían fijado el azul y amarillo como colores del club.
Al finalizar la Segunda Guerra Mundial logró ascender a la Primera División de Bélgica, en la cual estuvo solamente tres temporadas y posteriormente cambió su nombre al de Sint-Niklaasse SK. El 13 de junio de 1951 se añadió el título 'real' y pasó a ser Koninklijke Sint-Niklaasse SK. Finalmente, el 27 de marzo de 1974, cambia la grafía a K. Sint-Niklase SK. El club permaneció en Segunda División todo ese tiempo, salvo las temporadas 1962/63, 1963/64 y 1981/82 en Tercera División. 
En 1984 Sint-Niklase volvió a quedar campeón de Segunda División y ascendió. Sin embargo, la estancia en Primera fue efímera. El club terminó penúltimo y descendió en 1985. En 1987 el club llegó incluso a ser último de Segunda División. Al club solo se le permitió comenzar la temporada de 1987 en la Cuarta División, pero pudo recuperar su lugar en la Segunda División al ser campeón dos temporadas seguidas. El club se fusionó en 1989 con Royal Excelsior AC Sint-Niklaas (número de matrícula 239) y continuó como K. Sint-Niklase SK Excelsior con el número de matrícula 221 y los colores del club de Sint-Niklase SK. Jugaron 106 partidos en la máxima categoría con 30 victorias, 19 empates y 57 derrotas, anotaron 142 goles y recibieron 247.
El club desapareció en el año 2000 cuando se fusiona con el KSC Lokeren para crear el club llamado inicialmente Sporting Lokeren Sint-Niklaas Waasland (KSC Lokeren Oost-Vlaanderen), manteniendo la matrícula 282 del Lokeren.
En 2002 otro club de la zona, Red Star Waasland, se trasladó al estadio Puyenbeke. Cuando este club dejó Sint-Niklaas en 2010 y se mudó a Beveren, FCN Sint-Niklaas cambió su nombre a Sportkring Sint-Niklaas, reviviendo el antiguo nombre.

## Nombres Anteriores
Estos son los nombres del club a lo largo de su historia:
- FC Beerschot (1920 - 1921)
- VV Beerschot Sint-Niklaas (1921 - 1922)
- Sint-Niklaassche SK (1922 - 1947)
- Sint-Niklaasse SK (1947 - 1951)
- K. Sint-Niklaasse SK (1951 - 1974)
- K. Sint-Niklase SK (1974 - 1989)
- K. Sint-Niklase SK Excelsior (1989 - 2000) (fusión con el R. Excelsior AC Sint-Niklaas)
- K. Sint-Niklase SK Excelsior (2000) (fusión con el KSC Lokeren)

## Palmarés
- Segunda División de Bélgica (2): 1943/44, 1983/84

- Tercera División de Bélgica (4): 1942/43, 1963/64, 1981/82, 1988/89

## Resultados
| como Sint-Niklaassche Sportkring                                                                            |    |    |     |      |                                        |                                        |                                                                                           |                                        |
| 1922/23 |    |    | 5   |      | Segunda Prov. OVL                      | 14                                     |                                                                                           |                                        |
| 1923/24 |    |    | 4   |      | Segunda Prov. OVL                      | 24                                     |                                                                                           |                                        |
| 1924/25 |    |    | 2   |      | Segunda Prov. OVL                      | 32                                     |                                                                                           |                                        |
| | I  | II | III | P.II | desde 1925/26 hay 3 niveles nacionales | desde 1925/26 hay 3 niveles nacionales | desde 1925/26 hay 3 niveles nacionales                                                    | desde 1925/26 hay 3 niveles nacionales |
| 1925/26 |    |    |     | 3    | Segunda Prov. OVL                      | 38                                     |                                                                                           |                                        |
| 1926/27 |    |    | 3   |      | Tercera A                              | 35                                     |                                                                                           |                                        |
| 1927/28 |    |    | 6   |      | Tercera A                              | 27                                     |                                                                                           |                                        |
| 1928/29 |    |    | 10  |      | Tercera A                              | 28                                     |                                                                                           |                                        |
| 1929/30 |    |    | 3   |      | Tercera A                              | 33                                     |                                                                                           |                                        |
| 1930/31 |    |    | 4   |      | Tercera A                              | 33                                     | Promotie als gevolg van creatie tweede reeks in Eerste Afdeling                           |                                        |
| 1930/32 |    | 13 |     |      | Segunda A                              | 21                                     |                                                                                           |                                        |
| 1932/33 |    |    | 3   |      | Tercera B                              | 37                                     |                                                                                           |                                        |
| 1933/34 |    |    | 2   |      | Tercera A                              | 32                                     |                                                                                           |                                        |
| 1934/35 |    |    | 4   |      | Tercera B                              | 32                                     |                                                                                           |                                        |
| 1935/36 |    |    | 8   |      | Tercera D                              | 26                                     |                                                                                           |                                        |
| 1936/37 |    |    | 6   |      | Tercera D                              | 29                                     |                                                                                           |                                        |
| 1937/38 |    |    | 5   |      | Tercera D                              | 33                                     |                                                                                           |                                        |
| 1938/39 |    |    | 5   |      | Tercera C                              | 33                                     |                                                                                           |                                        |
| 1939/40 |    |    |     |      |                                        |                                        | sin competición por la II Guerra Mundial                                                  |                                        |
| 1940/41 |    |    |     |      |                                        |                                        | sin competición por la II Guerra Mundial                                                  |                                        |
| 1941/42 |    |    | 7   |      | Tercera A                              | 16                                     |                                                                                           |                                        |
| 1942/43 |    |    | 1   |      | Tercera C                              | 51                                     |                                                                                           |                                        |
| 1943/44 |    | 1  |     |      | Segunda A                              | 48                                     |                                                                                           |                                        |
| 1944/45 | 6  |    |     |      | Primera Div.                           | 20                                     | Competición no terminada por II Guerra Mundial, Sint-Niklase SK fue 6º tras 21 jornadas   |                                        |
| 1945/46 | 13 |    |     |      | Primera Div.                           | 32                                     |                                                                                           |                                        |
| 1946/47 | 18 |    |     |      | Primera Div.                           | 26                                     |                                                                                           |                                        |
| como Sint-Niklaasse Sportkring                                                                              |    |    |     |      |                                        |                                        |                                                                                           |                                        |
| 1947/48 |    | 2  |     |      | Segunda A                              | 46                                     |                                                                                           |                                        |
| 1948/49 |    | 4  |     |      | Segunda B                              | 36                                     |                                                                                           |                                        |
| 1949/50 |    | 6  |     |      | Segunda A                              | 32                                     |                                                                                           |                                        |
| 1950/51 |    | 2  |     |      | Segunda B                              | 37                                     |                                                                                           |                                        |
| como Koninklijke Sint-Niklaasse Sportkring                                                                  |    |    |     |      |                                        |                                        |                                                                                           |                                        |
| 1951/52 |    | 6  |     |      | Segunda A                              | 35                                     |                                                                                           |                                        |
| | I  | II | III | IV   | desde 1952/53 hay 4 niveles nacionales | desde 1952/53 hay 4 niveles nacionales | desde 1952/53 hay 4 niveles nacionales                                                    | desde 1952/53 hay 4 niveles nacionales |
| 1952/53 |    | 11 |     |      | Segunda                                | 28                                     |                                                                                           |                                        |
| 1953/54 |    | 13 |     |      | Segunda                                | 29                                     |                                                                                           |                                        |
| 1954/55 |    | 5  |     |      | Segunda                                | 31                                     |                                                                                           |                                        |
| 1955/56 |    | 8  |     |      | Segunda                                | 30                                     |                                                                                           |                                        |
| 1956/57 |    | 6  |     |      | Segunda                                | 31                                     |                                                                                           |                                        |
| 1957/58 |    | 7  |     |      | Segunda                                | 30                                     |                                                                                           |                                        |
| 1958/59 |    | 12 |     |      | Segunda                                | 25                                     |                                                                                           |                                        |
| 1959/60 |    | 10 |     |      | Segunda                                | 28                                     |                                                                                           |                                        |
| 1960/61 |    | 7  |     |      | Segunda                                | 32                                     |                                                                                           |                                        |
| 1961/62 |    | 15 |     |      | Segunda                                | 19                                     |                                                                                           |                                        |
| 1962/63 |    |    | 3   |      | Tercera A                              | 40                                     |                                                                                           |                                        |
| 1963/64 |    |    | 1   |      | Tercera B                              | 45                                     |                                                                                           |                                        |
| 1964/65 |    | 3  |     |      | Segunda                                | 35                                     |                                                                                           |                                        |
| 1965/66 |    | 13 |     |      | Segunda                                | 26                                     |                                                                                           |                                        |
| 1966/67 |    | 8  |     |      | Segunda                                | 32                                     |                                                                                           |                                        |
| 1967/68 |    | 9  |     |      | Segunda                                | 32                                     |                                                                                           |                                        |
| 1968/69 |    | 13 |     |      | Segunda                                | 24                                     |                                                                                           |                                        |
| 1969/70 |    | 13 |     |      | Segunda                                | 26                                     |                                                                                           |                                        |
| 1970/71 |    | 6  |     |      | Segunda                                | 31                                     |                                                                                           |                                        |
| 1971/72 |    | 11 |     |      | Segunda                                | 27                                     |                                                                                           |                                        |
| 1972/73 |    | 14 |     |      | Segunda                                | 25                                     |                                                                                           |                                        |
| 1973/74 |    | 15 |     |      | Segunda                                | 20                                     | Permanece en la ronda final contra RAA Louviéroise, KAA Gent y UR Namur                   |                                        |
| 1974/75 |    | 12 |     |      | Segunda                                | 25                                     |                                                                                           |                                        |
| como Koninklijke Sint-Niklase Sportkring                                                                    |    |    |     |      |                                        |                                        |                                                                                           |                                        |
| 1975/76 |    | 10 |     |      | Segunda                                | 28                                     |                                                                                           |                                        |
| 1976/77 |    | 14 |     |      | Segunda                                | 25                                     |                                                                                           |                                        |
| 1977/78 |    | 14 |     |      | Segunda                                | 21                                     |                                                                                           |                                        |
| 1978/79 |    | 7  |     |      | Segunda                                | 32                                     |                                                                                           |                                        |
| 1979/80 |    | 4  |     |      | Segunda                                | 35                                     | Cuarto en play-off de ascenso con KV Kortrijk, KSK Tongeren y Racing Jet Bruxelles        |                                        |
| 1980/81 |    | 16 |     |      | Segunda                                | 17                                     |                                                                                           |                                        |
| 1981/82 |    |    | 1   |      | Tercera A                              | 49                                     |                                                                                           |                                        |
| 1982/83 |    | 2  |     |      | Segunda                                | 38                                     | Segundo en play-off de ascenso con FC Beringen, KRC Harelbeke y Sporting Hasselt          |                                        |
| 1983/84 |    | 1  |     |      | Segunda                                | 45                                     |                                                                                           |                                        |
| 1984/85 | 17 |    |     |      | Primera Div.                           | 21                                     |                                                                                           |                                        |
| 1985/86 |    | 4  |     |      | Segunda                                | 33                                     | Segundo en play-off de ascenso con Racing Jet Bruxelles, Eendracht Aalst y KFC Winterslag |                                        |
| 1986/87 |    | 16 |     |      | Segunda                                | 19                                     | Sint-Niklase SK fue descendido a Cuarta                                                   |                                        |
| 1987/88 |    |    |     | 1    | Cuarta B                               | 43                                     |                                                                                           |                                        |
| 1988/89 |    |    | 1   |      | Tercera A                              | 44                                     |                                                                                           |                                        |
| como Koninklijke Sint-Niklase Sportkring Excelsior (fusón de Sint-Niklase SK con Excelsior AC Sint-Niklaas) |    |    |     |      |                                        |                                        |                                                                                           |                                        |
| 1989/90 |    | 11 |     |      | Segunda                                | 25                                     |                                                                                           |                                        |
| 1990/91 |    | 2  |     |      | Segunda                                | 42                                     | Segundo en play-off de ascenso con Eendracht Aalst, KFC Turnhout y Boom FC                |                                        |
| 1991/92 |    | 5  |     |      | Segunda                                | 33                                     | Segundo en play-off de ascenso con Boom FC, FC Seraing y KFC Turnhout                     |                                        |
| 1992/93 |    | 10 |     |      | Segunda                                | 27                                     |                                                                                           |                                        |
| 1993/94 |    | 9  |     |      | Segunda                                | 41                                     |                                                                                           |                                        |
| 1994/95 |    | 10 |     |      | Segunda                                | 47                                     |                                                                                           |                                        |
| 1995/96 |    | 16 |     |      | Segunda                                | 31                                     | derrota (0-4) en partido por la permanenciacontra FC Denderleeuw                          |                                        |
| 1996/97 |    |    | 2   |      | Tercera A                              | 53                                     |                                                                                           |                                        |
| 1997/98 |    | 12 |     |      | Segunda                                | 38                                     |                                                                                           |                                        |
| 1998/99 |    | 18 |     |      | Segunda                                | 24                                     |                                                                                           |                                        |
| 1999/00 |    |    | 6   |      | Tercera A                              | 44                                     |                                                                                           |                                        |

## Jugadores

### Jugadores destacados
| - Luc Bevers - Kenny De Vuyst - Georges Leekens - Stefan Leleu - Daniel Maes - Carl Massagne | - Makhou Niasse - Souleymane Oularé - Hervé van Overtvelt - Kris van de Putte - Peter Quintelier | - Stefan van Riel - Jan Simoen - Danny Veyt - Peter Van Wambeke - Fabio Carallo - Errol Emanuelson |

## Entrenadores
- Léon Nollet (1982-1985)
- Léon Nollet (1986-1987)
- Nedeljko Bulatović (1989-1990)